# Акатьевский сельский округ
Акатьевский сельский округ — упразднённая административно-территориальная единица, существовавшая на территории Коломенского района Московской области в 1994—2006 годах.
Акатьевский сельсовет был образован в 1922 году в составе Акатьевской волости Коломенского уезда Московской губернии путём объединения Акатьевского I, Акатьевского II и Игнатьевского с/с.
В 1926 году Акатьевский с/с включал село Акатьево и деревню Игнатьево.
В 1929 году Акатьевский с/с был отнесён к Коломенскому району Коломенского округа Московской области. При этом к нему был присоединён Васильевский с/с.
14 июня 1954 года к Акатьевскому с/с был присоединён Апраксинский сельсовет.
1 февраля 1958 года из Семёновского с/с в Акатьевский были переданы селения Волохово, Зиновьево, Колычёво и Щепотьево.
20 августа 1960 года Акатьевский с/с был упразднён. При этом селения Акатьево, Васильево и Игнатьево были переданы в Белоколодезный с/с, а Апраксино, Большое Колычёво, Волохово, Захаркино, Зиновьево, Михеево и Щепотьево — в Карасевский с/с.
12 мая 1969 года Акатьевский с/с был восстановлен. В его состав вошли селения Акатьево, Васильево и Игнатьево упразднённого Белоколодезного с/с, а также Волохово, Захаркино, Зиновьево, Михеево и Молзино Карасевского с/с.
23 июня 1988 года в Акатьевском с/с были упразднены село Молзино, деревня Волохово и посёлок Погост Хотяинова.
3 февраля 1994 года Акатьевский с/с был преобразован в Акатьевский сельский округ.
23 сентября 2003 года из Биорковского с/о в Акатьевский были переданы селения Барановка, Змеево, Сычёво и Щепотьево.
В ходе муниципальной реформы 2004—2005 годов Акатьевский сельский округ прекратил своё существование как муниципальная единица. При этом все его населённые пункты были переданы в сельское поселение Акатьевское.
29 ноября 2006 года Акатьевский сельский округ исключён из учётных данных административно-территориальных и территориальных единиц Московской области.